# Alferes
El grau d'alferes (de l'àrab al faris 'el cavaller que duu l'estendard', de la mateixa arrel que faras 'cavall o genet') és el grau inferior de l'oficialitat militar en diverses forces armades d'estats hispanòfons i lusòfons; pot equivaler al sotstinent o aspirant, etc., d'altres exèrcits.

## Antecedents
La figura de l'alferes és tradicional en les forces espanyoles, portugueses i iberoamericanes. Es remunta a l'edat mitjana, com mostra, per exemple, el cas de Rodrigo Díaz de Vivar (el Cid), el càrrec d'alferes del qual corresponia aleshores al de portaestendard del regne.

## A Espanya
A l'exèrcit de terra i de l'aire, així com a la Guàrdia Civil, és el primer grau d'oficial, per sota del grau de tinent. Dins l'OTAN rep el codi OF-1.

## Insígnia
A continuació apareix una selecció d'insígnies de grau d'alferes, intentant il·lustrar la varietat (i semblances) entre les insígnies. Cal notar que bastantes forces aèries fan servir el grau de "tinent de segona", si bé a les forces aèries dels països de la Commonwealth el grau equivalent és el d'oficial pilot.
| Exèrcit              | Leutnant |               |          |        |           |         |              |        |         |        |       |           |      |        |       |               |               |        |
|                      | Alemanya | Austràlia     | Bulgària | Canadà | Dinamarca | Espanya | Estats Units | França | Geòrgia | Grècia | Índia | Indonèsia | Iran | Itàlia | Mèxic | Pakistan      | Regne Unit    | Rússia |
| Força aèria          | Leutnant | Pilot officer |          |        |           |         |              |        |         |        |       |           |      |        |       | Pilot officer | Pilot officer |        |
| Infanteria de Marina |          |               |          |        |           |         |              |        |         |        |       |           |      |        |       |               |               |        |